# Dinamarca en los Juegos Olímpicos de Tokio 1964
Dinamarca estuvo representada en los Juegos Olímpicos de Tokio 1964 por un total de 60 deportistas que compitieron en 10 deportes.  
El portador de la bandera en la ceremonia de apertura fue el regatista Henning Wind.

## Medallistas
El equipo olímpico danés obtuvo las siguientes medallas:
| Nombre                                              | Deporte           | Competición                |
| --------------------------------------------------- | ----------------- | -------------------------- |
| Oro                                                 |                   |                            |
| John Hansen Bjørn Hasløv Erik Petersen Kurt Helmudt | Remo              | Cuatro sin timonel (M4-) M |
| Ole Berntsen Christian von Bülow Ole Poulsen        | Vela              | Dragon M                   |
| Plata                                               |                   |                            |
| Kjeld Rodian                                        | Ciclismo en ruta  | Ruta ind. M                |
| Bronce                                              |                   |                            |
| Preben Isaksson                                     | Ciclismo en pista | Persecución ind. M         |
| Peer Nielsen John Sørensen                          | Piragüismo        | C2 1000 m M                |
| Henning Wind                                        | Vela              | Finn M                     |